# Postfanghaken

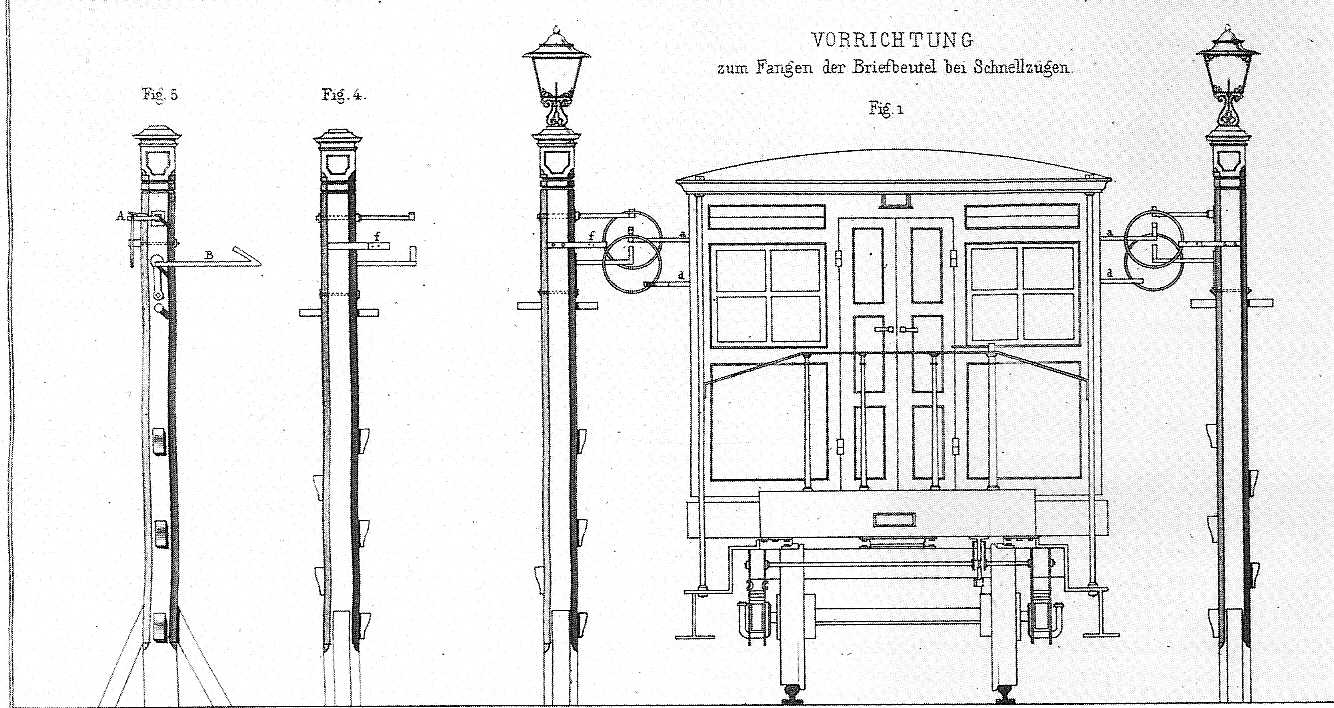
Vorrichtung zum Fangen der Briefbeutel bei Schnellzügen 1853 – vermutlich: Königreich Württemberg

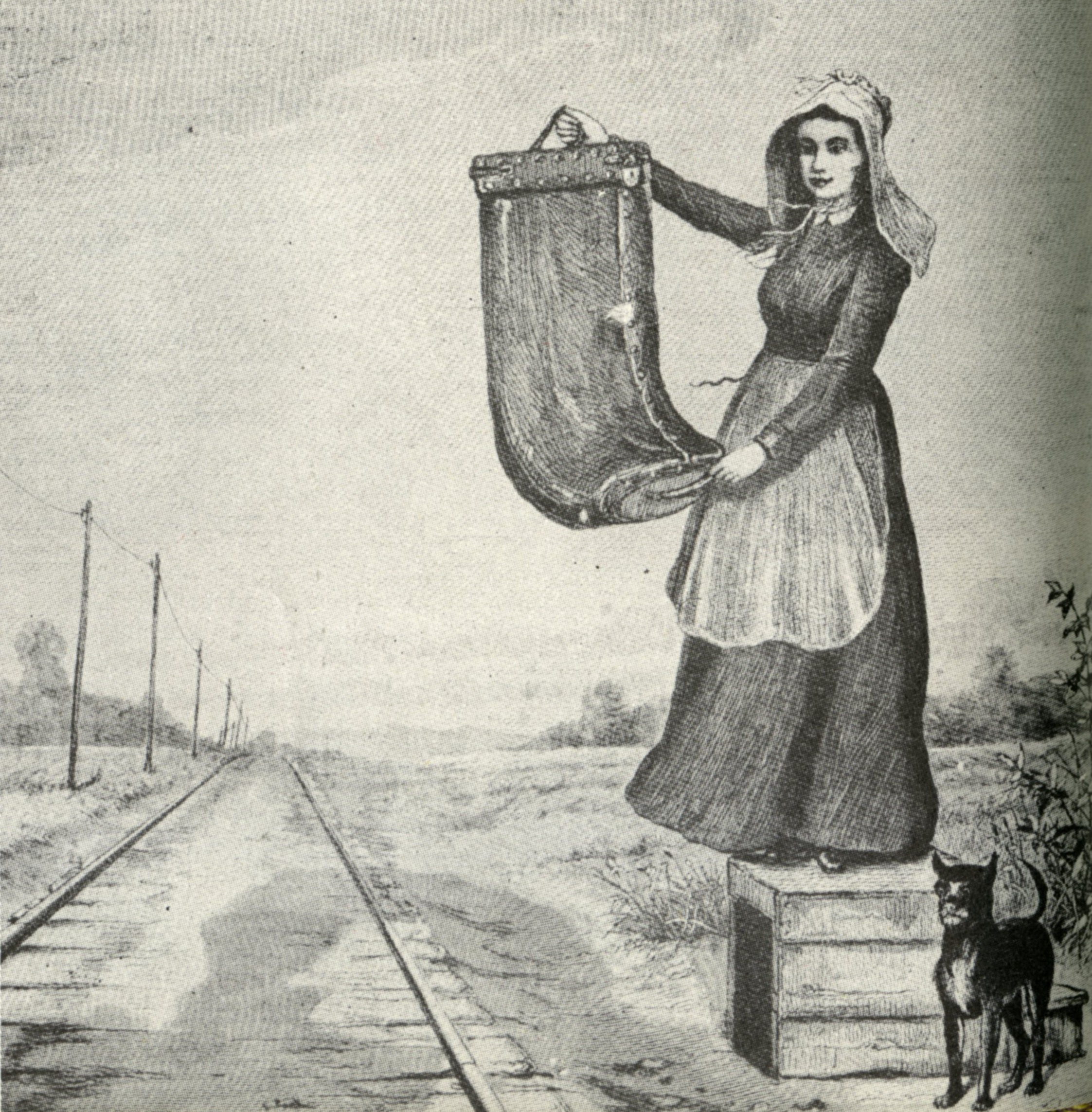
Bei geringer Geschwindigkeit ging es (noch) ohne Postfanghaken: USA, Mitte 19. Jh.

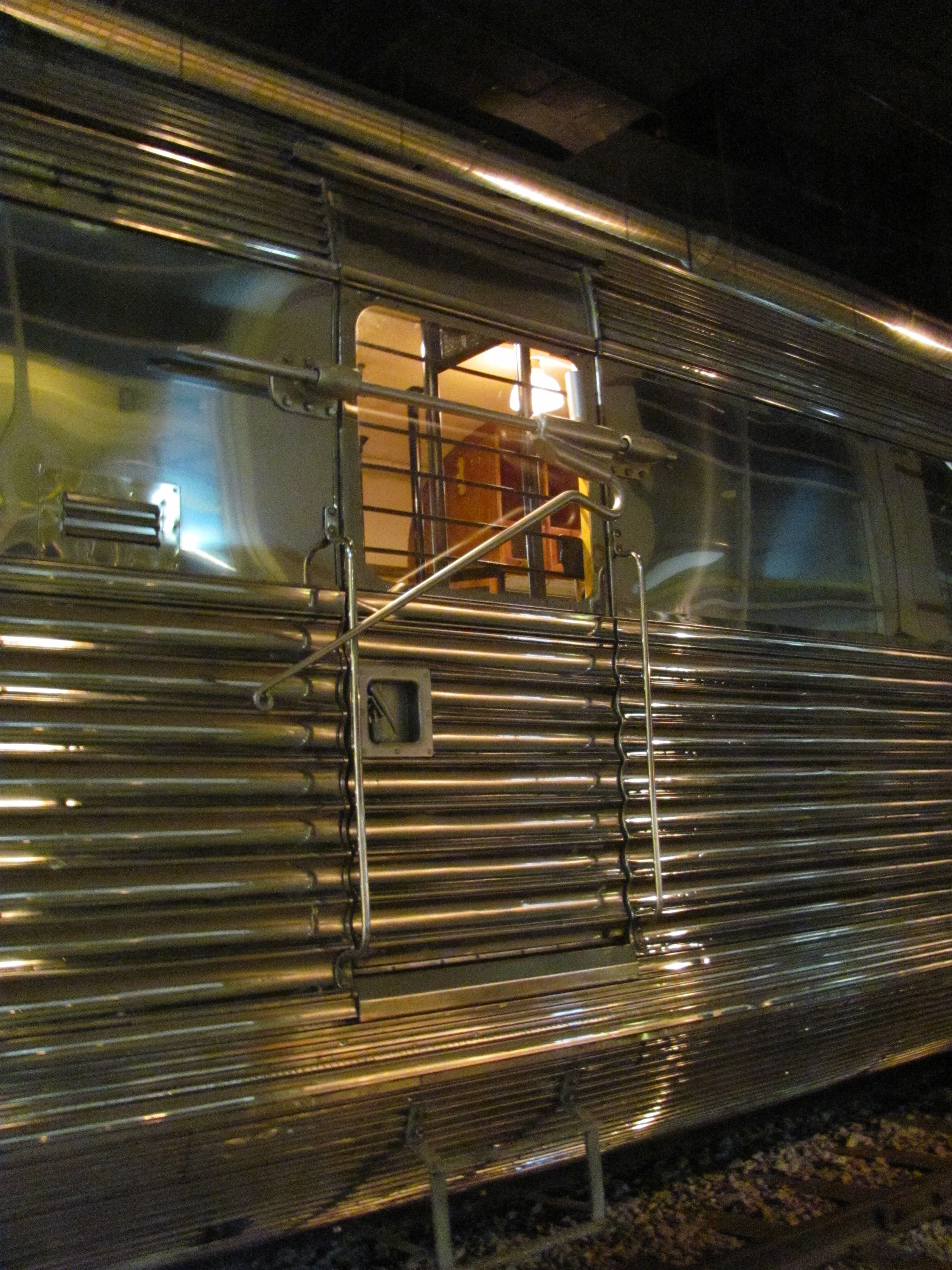
Postfanghaken am Burlington Zephyr

Postfanghaken ermöglichten den Transfer von Postsendungen aus einem oder in einen mit unverminderter Geschwindigkeit fahrenden Bahnpostwagen.

## Hintergrund
Das Anhalten und anschließende Anfahren eines Zuges nimmt relativ viel Zeit und Energie in Anspruch. Deshalb wurde früh über Verfahren nachgedacht, Postsendungen aus einem mit unverminderter oder nur mit geringer Minderung der Geschwindigkeit fahrenden Zug zu übergeben.

## Verfahren
Der Postfanghaken wurde 1854 als Mail Bag Exchange Apparatus entwickelt und in Großbritannien für die Travelling Post Office (TPO)-Systeme eingesetzt. Ein Patent für eine verbesserte Version des Apparats wurde 1918 von Charles F. Smith angemeldet und 1921 veröffentlicht. Diese Version ermöglichte einen effizienteren Austausch von Postbeuteln zwischen fahrenden Zügen und Bahnhöfen.
Die Postbeutel wurden von den Bahnposten in den Postfanghaken gelegt, der in der Nähe des Bestimmungsortes aus dem Bahnpostwagen nach außen geschoben wurde. Korrespondierend gab es dazu stationäre Gestelle neben dem Gleis, mit denen der Postbeutel aufgenommen wurde. Umgekehrt wurde ein Postbeutel in ein Gestell gelegt und durch den Postfanghaken des vorbeifahrenden Zug abgegriffen. Eingesetzt wurde dieses Verfahren in den USA und in Großbritannien.
Die technische Grenze dieses Verfahrens liegt in der extremen Beschleunigung des Postbeutels, die bei höheren Geschwindigkeiten des Zuges auftritt. Dies kann nicht nur zu Beschädigungen der Postsendungen führen, sondern auch durch zurückschlagende oder gegen den Zug schlagende Postbeutel zu Schäden führen. Deshalb wurde das Verfahren aufgegeben, als die Zuggeschwindigkeiten beim Übergang vom Betrieb mit Dampflokomotiven zu Diesel- und Elektrolokomotiven in den 1950er Jahren anstiegen.

## Abwerfen von Briefbeuteln
Zum Einsatz von Postfanghaken in Deutschland ist wenig bekannt. Bis zum Anfang des 20. Jahrhunderts wurde das Abwerfen von Briefbeuteln auf Bahnhöfen während der Durchfahrt des Zuges praktiziert. Briefbeutel durften nicht mehr als 6 kg wiegen. Sie wurden in Fahrtrichtung des Zuges etwas seitwärts „mit mäßiger Kraftanstrengung“ abgeworfen. Bei Erreichen der Abwurfstelle gab der Lokomotivführer ein Signal mit der Dampfpfeife. Der zur Annahme der Beutel am Bahnsteig anwesende Beamte trug bei Dunkelheit eine Laterne mit Milchglasscheiben, deren eine mit der Inschrift „POST“ versehen war. Diese Inschrift wurde dem Zug entgegengehalten. Da beim Abwerfen oft Unfälle oder Beschädigungen der Sendungen vorkamen, wurde das Verfahren 1900 von der Deutschen Reichspost eingestellt, Bayern folgte am 1. Mai 1904.
Mitte der 1930er Jahre wurde das Verfahren erneut praktiziert: Die Salonwagen 10201 bis 10204 der Deutschen Reichsbahn waren mit Behältern ausgestattet, mit denen Telegrammtexte bei der Durchfahrt auf Bahnhöfen abgeworfen und vom dortigen Bahnpersonal dann versandt werden konnten.
Noch 1956 wurde ein entsprechendes Verfahren angewandt, um eilige Bestellungen zur Ergänzung von Vorräten der DSG-Speisewagen aus fahrenden Zügen abzugeben. Dabei kamen als „Schutzumschlag“ „Rohrpost-Pappdosen“ zum Einsatz.